# Estêvão dos Santos Carneiro de Morais
Dom Estêvão dos Santos Carneiro de Morais (Portalegre, 1620 - Salvador, 6 de junho de 1672) foi um prelado português, o oitavo bispo de São Salvador da Bahia de Todos os Santos.
Foi nomeado bispo em 17 de junho de 1669, tendo seu nome confirmado em 24 de maio de 1671 e vindo instalar-se na diocese em 15 de abril de 1672. Permaneceu menos de 2 meses efetivamente na prelazia, pois veio a falecer.